# Kosmiczny szeryf Gavan
Kosmiczny szeryf Gavan (jap. 宇宙刑事ギャバン Uchū Keiji Gyaban) – japoński serial tokusatsu emitowany w latach 1982–1983. Jest pierwszą częścią serii Metal Hero. Serial wyprodukowany przez Toei w Japonii, liczył 44 odcinki. We Francji serial nosi nazwę X-Or. 

## Fabuła
Ziemia zostaje najechana przez dowodzoną przez Dona Horrora Kosmiczną Organizację Przestępczą Makū, która przedtem zniszczyła ziemską kolonię kosmiczną. Makū planuje podbić cały kosmos, zaś Ziemia jest dla nich przeszkodą w uczynieniu wszechświata miejscem pełnym czystego zła. Żeby powstrzymać Makū, Zjednoczona Policja Galaktyczna wysyła na Ziemię kosmicznego policjanta Gavana, który od strony matki jest w połowie Ziemianinem. W walce pomagają mu jego partnerka Mimi, jej ojciec i przełożony Gavana Komandor Kom oraz jego asystentka Marin. Gavan pod swym ziemskim nazwiskiem Retsu Ichijōji osiedla się na Ziemi i podejmuje pracę w Klubie Jeździeckim Avalon.

## Bohaterowie
- Gavan (jap. ギャバン Gyaban) / Retsu Ichijōji (jap. 一条寺 烈 Ichijōji Retsu) – Gavan był pół Ziemianinem od strony swej matki Tamiko, a pół człowiekiem z planety Ptak od strony swego ojca Voicera, również policjanta kosmicznego. Urodził się na Ziemi, jednak większość życia spędził na rodzinnej planecie ojca i tam dołączył do Policji Galaktycznej. Kiedy powrócił na Ziemię użył swojego drugiego imienia i nazwiska matki. Ma wspólniczkę Mimi, która z czasem staje się jego dziewczyną. Jest uzbrojony w miecz laserowy, motocykl Cybarian, a także w Dorgirana- machinę przypominającą chińskiego smoka, która jest połączona z jego bazą. Kiedy zachodzi potrzeba, Gavan za pomocą komendy "Jouchaku" w 5 setnych sekundy aktywuje swój kombinezon bojowy (właściwie to strój jest wysyłany w formie cząsteczek z Dorgirana, które osiadają na Gavanie). Jest wysportowany, pracuje w Klubie Jeździeckim Avalon, jednak musi pogodzić ze sobą obydwa swe zajęcia. Gdy Gavan skończył swą misję i pokonał Makū, przekazał pałeczkę Denowi Idze - Sharibanowi i został awansowany na kapitana, zaś w serii Shaider bierze ślub z Mimi. Mimo swoich kontynuatorów, Gavan wciąż był aktywnym Szeryfem, walcząc między innymi wraz z Gokaigersami przeciwko Zangyack. W filmie Kosmiczny szeryf Gavan Retsu został mianowany następcą Koma jako dowódcy Policji Galaktycznej. Nowym Gavanem stał się Ziemianin Geki Jūmonji.

- Mimi (jap. ミミー Mimī) – córka Komandora Koma, partnerka i dziewczyna Gavana. Pomaga mu w walce, może zmienić się w papużkę. Na jakiś czas opuszcza Dorgirana by pomóc swej matce, jednak później wraca. Po pokonaniu Makū zostaje nauczycielką. W ostatnim odcinku Shaidera ujawnione zostało, że wyszła za Gavana.

- Komandor Kom (jap. コム長官 Komu Chōkan) – ojciec Mimi, dowódca Policji Galaktycznej i przełożony Gavana. Przebywa na planecie Ptak, skąd udziela Gavanowi informacji i rad. Odszedł ze swojej funkcji w filmie Kosmiczny szeryf Gavan przekazując ją Retsu.

- Marin (jap. マリーン Marīn) – asystentka Komandora Koma, podczas nieobecności Mimi na Ziemi zastąpiła ją na jakiś czas.

- Gōsuke Fuji (jap. 藤 豪介 Fuji Gōsuke) – podeszły wiekiem właściciel Klubu Jeździeckiego Avalon. Opiekuje się swą wnuczką Wakabą i jej bratem Yōichim. Marzy o odmłodzeniu się. Mimo że jest zdenerwowany częstą nieobecnością Gavana to bardzo go lubi.

- Kojirō Ōyama (大山 小次郎 Ōyama Kojirō) – fotograf mający świra na punkcie UFO; stworzył maszynę pozwalającą je wykrywać. Po spotkaniu Gavana ich drogi skrzyżowały się. Ōyama często zastępuje go w klubie Avalon.

- Voicer (jap. ボイサー Boisā) – zaginiony ojciec Gavana, poprzedni kosmiczny szeryf Ziemi. Został zdradzony przez swojego kompana Hunter Killera i wydany w ręce Makū. Przestępcy zmusili go do budowy działa mogącego zniszczyć całą planetę, jednak on cały czas pozostał nieugięty i ukrywał projekty owej broni. Mimo że Gavan uratował ojca od Makū, Voicer wkrótce zmarł z wycieńczenia. Projekt działa miał wypisany na swej ręce.

- Alan (jap. アラン Aran) – kosmiczny szeryf z planety Beeze, której księżniczka została porwana przez Makū. Wspólnie z Gavanem, Alan uratował ją.

- Den Iga (jap. 伊賀 電 Iga Den) – leśniczy będący potomkiem ninja z klanu Iga, przypadkowo omalże nie został zabity przez Bawoło Dublera. Po przetransportowaniu na planetę Ptak został hospitalizowany, zaś gdy Gavan pokonał Dona Horrora, Den przejął po nim funkcję obrońcy planety i stał się Kosmicznym Szeryfem Sharivanem, bohaterem następnej serii.

## Kosmiczna Organizacja Przestępcza Makū
Kosmiczna Organizacja Przestępcza Makū (jap. 宇宙犯罪組織マクー Uchū Hanzai Soshiki Makū), której liderem jest Don Horror, prowadziła działalności przestępcze w całej galaktyce jeszcze zanim zainteresowała się zasobami Ziemi. Są to główni antagoniści serii.
- Don Horror (jap. ドン・ホラー Don Horā) – lider Makū, nieruchoma kreatura z sześcioma kończynami. Dąży do zawładnięcia nad całym kosmosem, a Ziemię uważa za przeszkodę stojącą na jego drodze podbojów. Zostaje zniszczony przez Gavana w ostatnim odcinku.

- Hunter Killer (jap. ハンターキラー Hantā Kirā) – dawny kosmiczny szeryf i wspólnik ojca Gavana- Voicera, którego zdradził i dołączył do Makū jako prawa ręka Dona Horrora. Gdy San Dolva wrócił do swego ojca, ten skazał Hunter Killera na wygnanie. Hunter Killer przez resztkę swego honoru i chęci odkupienia się postanowił wspomóc Gavana, jednak został zabity przez Makū po odnalezieniu Voicera.

- San Dolva (jap. サン・ドルバ San Doruba) – syn Dona Horrora i Kiby, wraz ze swą matką dołączył do Makū w miejsce wygnanego Hunter Killera. Posiada czerwoną zbroję oraz berło, w którym znajduje się mózg jego matki. Zostaje zabity w ostatnim odcinku przez Gavana.

- Wiedźma Kiba (jap. 魔女キバ Majo Kiba) – matka San Dolvy, zakochała się w Don Horrorze, który nie czuł do niej niczego oprócz pogardy. Jej mózg znajduje się w berle San Dolvy i może zostać odtworzona w każdej chwili. Knuje plan eksterminacji Gavana, jednak ten zabija Kibę w ostatnim odcinku wraz z jej synem.

- Crushery (jap. クラッシャー Kurasshā) – piechota Makū ubrana w czarne stroje. Crushery zwykle pojawiają się w grupach, ale nie stanowią dla Gavana żadnego problemu.

## Obsada
- Retsu Ichijōji/Gavan: Kenji Ōba
- Mimi: Wakiko Kano
- Kom: Toshiaki Nishizawa
- Marin: Kyoko Nashiro
- Voicer: Sonny Chiba
- Kojirō Ōyama: Masayuki Suzuki
- Tamiko Ichijouji: Tamie Kubata
- Tsukiko Hoshino: Aiko Tachibana
- Alan: Hiroshi Miyauchi
- Den Iga: Hiroshi Watari
- Makū: Morita Sakamoto
- Gōsuke Fuji: Jun Tatara
- Shigeru Tōyama: Shin'ichi Kase
- Don Horror: Shōzō Iizuka (głos, do 10 odcinka), Takeshi Watabe (głos, od 11 odcinka)
- Hunter Killer: Michiro Iida
- San Dorva: Ken Nishida
- Kiba: Noboru Mitani
- Narrator: Issei Masamune

## Muzyka
Opening
- "Uchū Keiji Gavan" (jap. 宇宙刑事ギャバン)

Słowa: Keisuke Yamakawa
Kompozycja: Michiaki Watanabe
Aranżacja: Kōji Makaino
Wykonanie: Akira Kushida
Ending
- "Hoshizora no Message" (jap. 星空のメッセージ Hoshizora no Messēji)

Słowa: Keisuke Yamakawa
Kompozycja: Michiaki Watanabe
Aranżacja: Kōji Makaino
Wykonanie: Akira Kushida